# Näkki
Näkki (nebo též Vesihiisi, Vetehinen) je ve finské mytologii vodní, obecně zlý skřet sídlící v bažinách, studních, pod moly a mosty. Do finské mytologie byl přejat ze sousedních skandinávských mytologií; ve švédštině se jmenuje „Näcken“.
Věří se, že Näkki stahuje do vody, bažin či studní děti, popřípadě mladé ženy, které se dívají do vody na svůj obraz.
Obyčejně bývá Näkki zepředu krásný, avšak záda má chlupatá a nesmírně škaredá.